# Glamour (TV-serie)
Glamour (eng. The Bold and the Beautiful) är en amerikansk såpopera som hade premiär 23 mars 1987, i Sverige den 12 mars 1990. Serien är skapad av William J. Bell och hans hustru Lee Phillip Bell. John McCook och Katherine Kelly Lang har varit med sedan starten. Glamour är en av världens mest sedda TV-serier, och idag (april 2023) är den uppe i över 9 000 avsnitt.

## Innehåll
Glamour utspelar sig i Los Angeles modevärld där familjen Forrester regerar med sitt Forrester Creations. Men bakom den lyxiga fasaden döljer sig maktkamper, kärlekstrassel och familjekonflikter. Serien startade år 1990 i Sverige, av Nordic Channel (numera Kanal 5) och år 1999 tog TV4 över. Numera sänds serien på Sjuan. Serien produceras och skrivs idag av William J Bells son Bradley Bell, som tog över författarrollen 1993 och två år senare även blev seriens exekutiva producent. 
Många kända ansikten har dykt upp under seriens gång, bland andra Brad Pitt, Usher, Dionne Warwick, Tippi Hedren, Angelica Bridges, Charlton Heston, Bob Barker, Fabio, Patrick Duffy, Linda Gray, Daddy Yankee, Andrea Bocelli och Lil Nas X.
Glamour är en av världens mest sedda tv-serier med miljontals tittare i över 130 länder. 
Serien skapades kring Eric Forrester och hans fru Stephanie Forrester samt deras fyra barn. Äldste sonen Ridge Forrester är ständigt i kvinnornas fokus. Brooke Logan och Taylor Hayes har slagits om honom i många år. Lillebror Thorne Forrester har hamnat i skuggan av sin äldre bror. Forresters ständiga konkurrent Spectra leds av Sally Spectra som inget hellre vill än att knocka ner Forresters och överta deras plats på tronen, oavsett vilka medel hon måste ta till.
Sally Spectra var i sin sista tid i Serien inte med väldigt mycket själv. Hennes rollkaraktär fanns en längre tid med. (Sally gjorde jäkelskap ifrån utlandet). Men Darlene Conley (som spelade Sally) var sjuk under en längre tid och dog i magcancer den 14 januari 2007. Sally är ej avliden än i Glamour, hennes rollkaraktär är pensionerad och lever loppan i St Tropez.
Forresters har haft många fler motgångar än Spectras och de konkurrerade tidigare med företaget Jackie M som låg i Spectras gamla lokaler.

## Medverkande

### Nuvarande
| Skådespelare             | Rollfigur                  | Varaktighet                          |
| ------------------------ | -------------------------- | ------------------------------------ |
| Kimberlin Brown          | Sheila Carter              | 1992–98, 2002–2003, 2017–2018, 2021– |
| Rebecca Budig            | Dr. Taylor Hayes (#3)      | 2024–                                |
| Scott Clifton            | Liam Cooper Spencer        | 2010–                                |
| Don Diamont              | Bill Spencer, Jr.          | 2009–                                |
| Jennifer Gareis          | Donna Logan Forrester (#2) | 2006–                                |
| Sean Kanan               | Deacon Sharpe              | 2000-05, 2012, 2014-17, 2021–        |
| Katherine Kelly Lang     | Brooke Logan Forrester     | 1987–                                |
| John McCook              | Eric Forrester             | 1987–                                |
| Alley Mills              | Pamela Douglas             | 2006–2019, 2021–2022, 2024–          |
| Heather Tom              | Katie Logan Spencer (#2)   | 2007–                                |
| Lawrence Saint-Victor    | Carter Walton              | 2013-                                |
| Thorsten Kaye            | Ridge Forrester (#3)       | 2013-                                |
| Ashleigh Brewer          | Ivy Forrester              | 2014-2018, 2024–                     |
| Jacqueline MacInnes Wood | Steffy Forrester (#2)      | 2008–2013, 2015-                     |
| Reign Edwards            | Nicole Avant               | 2015-                                |
| Annika Noelle            | Hope Logan (#2)            | 2018–                                |
| Matthew Atkinson         | Thomas Forrester (#3)      | 2019–                                |
| Tanner Novlan            | Dr John Finnegan           | 2020–                                |
| Jack Wagner              | Nick Marone                | 2003–12, 2022, 2025–                 |
| Diamond White            | Paris Buckingham           | 2020–                                |
| Joshua Hoffmann          | R.J. Forrester (#2)        | 2023–                                |
| Lisa Yamada              | Luna Nozawa                | 2023–                                |
| Romy Park                | Poppy Nozawa               | 2023–                                |
| Laneya Grace             | Electra Forrester          | 2024–                                |
| Murielle Hilaire         | Daphne Rose                | 2025–                                |

### Återkommande
| Skådespelare               | Rollfigur             | Varaktighet      |  |
| -------------------------- | --------------------- | ---------------- |  |
| Zane Alexander Achor       | Will Spencer          | 2013–            |  |
| Crystal Chappell           | Danielle Spencer      | 2012–            |  |
| Schae Harrison             | Darla Forrester       | 1989–2007, 2014- |  |
| Dick Christie              | Charlie Webber        | 2013–            |  |
| Andrew Collins             | Jarrett Maxwell       | 2003–            |  |
| Kristolyn Lloyd            | Dayzee Leigh          | 2010-            |  |
| Zack Conroy                | Oliver Jones          | 2010–            |  |
| Crystal Chappell           | Danielle Spencer      | 2012-            |  |
| Yvette Freeman             | Dr. Lewis             | 2009-            |  |
| Winsor Harmon              | Thorne Forrester (#3) | 1996–            |  |
| Aaron D. Spears            | Justin Barber         | 2009–            |  |
| Jacqueline Hahn            | Dr. Caspary           | 2005–            |  |
| Stephanie Wang             | Madison Lee           | 2007–            |  |
| Dan Martin                 | Lieutenant Baker      | 1997-            |  |
| Hillary B. Smith           | Dr. Stacy Barton      | 2012-            |  |
| Tigerlily & Ginger Siler   | Rosie Barber          | 2011-            |  |
| Rodney Saulsberry          | Anthony Wallace       | 2010-            |  |
| Tigerlily and Ginger Siler | Rosie Forrester       | 2011-            |  |

### Kommande
| Skådespelare | Karaktär | Datum |
| ------------ | -------- | ----- |

### Avgående
| Skådespelare | Karaktär | Datum |
| ------------ | -------- | ----- |

### Minnesvärda rollfigurer
| Skådespelare                     | Rollfigur                                | Varaktighet                                             |  |
| -------------------------------- | ---------------------------------------- | ------------------------------------------------------- |  |
| Marla Adams                      | Beth Logan (#3)                          | 1991                                                    |  |
| Krista Allen                     | Dr. Taylor Hayes (#2)                    | 2019–21                                                 |  |
| Luigi Amodeo                     | Lorenzo Barelli                          | 2002–03                                                 |  |
| Justin Baldoni                   | Graham Darros                            | 2010                                                    |  |
| Judith Baldwin                   | Beth Logan (#2)                          | 1987                                                    |  |
| Texas Battle                     | Marcus Forrester                         | 2008–13                                                 |  |
| Kabir Bedi                       | Prince Omar Rashid                       | 1994–95, 2005                                           |  |
| Drew Tyler Bell                  | Thomas Forrester                         | 2004–10                                                 |  |
| Brandon Beemer                   | Owen Knight                              | 2008–12                                                 |  |
| Paulo Benedeti                   | Antonio Dominguez                        | 2001–02, 2012–13                                        |  |
| Tracey E. Bregman                | Lauren Fenmore Baldwin                   | 1992–1994, 1995–99, 2002, 2004, 2007                    |  |
| Darin Brooks                     | Wyatt Fuller                             | 2013–2024                                               |  |
| Peter Brown                      | Blake Hayes                              | 1991–92                                                 |  |
| Sarah Joy Brown                  | Aggie Jones                              | 2009–11                                                 |  |
| Agnes Bruckner                   | Bridget Forrester                        | 1997–99                                                 |  |
| Sabrina Bryan                    | Alisa Cordova                            | 2002                                                    |  |
| Ian Buchanan                     | Dr. James Warwick                        | 1993–99, 2004, 2007–08, 2009–10, 2011                   |  |
| Patrick Duffy                    | Stephen Logan (#2)                       | 2006, 2007–08, 2009, 2010, 2011                         |  |
| Nancy Burnett                    | Beth Logan (#1)                          | 1987–89, 1994, 1996, 1997–98, 2000, 2001                |  |
| Sarah Buxton                     | Morgan DeWitt                            | 2000–01, 2005                                           |  |
| Ashley Lyn Cafagna               | Kimberly Fairchild                       | 1998–2001                                               |  |
| Mick Cain                        | C.J. Garrison                            | 1997–2001, 2002–03, 2004, 2007, 2010                    |  |
| Brian Patrick Clarke             | Storm Logan (#2)                         | 1990–91                                                 |  |
| Robert Clary                     | Pierre Jourdan                           | 1988–89                                                 |  |
| Darlene Conley                   | Sally Spectra                            | 1989–2006                                               |  |
| Mace Coronel                     | R.J Forrester                            | 2013–2014                                               |  |
| Barbara Crampton                 | Maggie Forrester                         | 1995–98                                                 |  |
| Eileen Davidson                  | Ashley Abbott                            | 2007–08                                                 |  |
| Tamara Davies                    | Tricia Quick                             | 2002-03                                                 |  |
| Michelle Davison                 | Ruthanne Owens                           | 1991–93, 1995, 1997                                     |  |
| William deVry                    | Storm Logan (#3)                         | 2006–08                                                 |  |
| Michael Dietz                    | Mark Maclaine                            | 2002–05                                                 |  |
| Lesley-Anne Down                 | Jacqueline Payne Marone Knight           | 2003–12                                                 |  |
| Courtnee Draper                  | Mary Warwick                             | 2002                                                    |  |
| Bobbie Eakes                     | Macy Alexander                           | 1989–2000, 2001, 2002-2003                              |  |
| Andrea Evans                     | Tawny Moore                              | 1999–2000, 2010–11                                      |  |
| Kayla Ewell                      | Caitlin Ramirez                          | 2004–2005                                               |  |
| Jennifer Finnigan                | Bridget Forrester                        | 2000–04                                                 |  |
| Susan Flannery                   | Stephanie Forrester                      | 1987–2012                                               |  |
| Rome Flynn                       | Zende Forrester Dominguez                | 2015–17                                                 |  |
| Pierson Fodé                     | Thomas Forrester (#3)                    | 2015-18                                                 |  |
| Adrienne Frantz                  | Amber Moore                              | 1997–2005, 2010-2012                                    |  |
| Brian Gaskill                    | Oscar Marone                             | 2003–04                                                 |  |
| Bryan Genesse                    | Rocco Carner                             | 1987–89, 2009                                           |  |
| Frank and Morgan Gingerich       | Jack Marone                              | 2010–11                                                 |  |
| Linsey Godfrey                   | Caroline Spencer                         | 2012-18                                                 |  |
| Ricky Paull Goldin               | Jesse Graves                             | 2013                                                    |  |
| Charles Grant                    | Grant Chambers                           | 1996–98                                                 |  |
| Adam Gregory                     | Thomas Forrester (#2)                    | 2010–2014                                               |  |
| Theodora av Grekland och Danmark | Alison Montgomery                        | 2011–2016                                               |  |
| Dax Griffin                      | Shane McGrath                            | 2006–07                                                 |  |
| Ken Hanes                        | Mike Guthrie                             | 1993–98, 2010                                           |  |
| Emily Harrison                   | Bridget Forrester                        | 2004                                                    |  |
| Rick Hearst                      | Whipple Jones III                        | 2002, 2009–11                                           |  |
| Ben Hogestyn                     | Harry Jackson                            | 2006                                                    |  |
| Addison Hoover                   | Phoebe Forrester                         | 2005–06                                                 |  |
| Alex Hoover                      | Steffy Forrester                         | 2005–06                                                 |  |
| Jack Horan                       | R.J. Forrester                           | 2011                                                    |  |
| Mykel Shannon Jenkins            | Charlie Baker                            | 2007–09, 2012                                           |  |
| Joanna Johnson                   | Caroline Spencer Forrester Karen Spencer | 1987–90, 2001 1991–94, 2009, 2011–13, 2014              |  |
| Ashley Jones                     | Bridget Forrester                        | 2004–13                                                 |  |
| Lauren Koslow                    | Margo Maclaine Lynley                    | 1987–92, 2002                                           |  |
| Lorenzo Lamas                    | Hector Ramirez                           | 2004–06                                                 |  |
| Teri Ann Linn                    | Kristen Forrester                        | 1987–90, 1992–94, 1997, 1999                            |  |
| Mario Lopez                      | Dr. Christian Ramirez                    | 2006                                                    |  |
| Kyle Lowder                      | Rick Forrester                           | 2007–11                                                 |  |
| Constantine Maroulis             | Constantine Parros                       | 2007                                                    |  |
| A Martinez                       | Dr. Ramon Montgomery                     | 2011–12                                                 |  |
| Joseph Mascolo                   | Massimo Marone                           | 2001–06                                                 |  |
| Mackenzie Mauzy                  | Phoebe Forrester                         | 2006–08                                                 |  |
| Kimberly Matula                  | Hope Logan (#1)                          | 2010–16                                                 |  |
| Todd McKee                       | Jake Maclaine                            | 1990–92, 2007–09, 2011-13                               |  |
| Daniel McVicar                   | Clarke Garrison                          | 1987–92, 1996–2009                                      |  |
| Tracy Melchior                   | Kristen Forrester                        | 2001–06, 2008–09, 2012–13                               |  |
| Lilly Melgar                     | Claudia Cortez                           | 1996-97                                                 |  |
| Karla Mosley                     | Maya Avant                               | 2013–2019                                               |  |
| Ronn Moss                        | Ridge Forrester                          | 1987–2012                                               |  |
| Carrie Mitchum                   | Donna Logan                              | 1987–91, 1994, 1995, 1996, 2001                         |  |
| Dylan Neal                       | Dylan Shaw                               | 1994–97                                                 |  |
| Clayton Norcross                 | Thorne Forrester                         | 1987–89                                                 |  |
| Sydney Penny                     | Samantha Kelly                           | 2003–05                                                 |  |
| Robert Pine                      | Stephen Logan (#1)                       | 1988, 1994, 1996, 1997–98, 2001                         |  |
| Lindsay Price                    | Michael Lai                              | 1995–97                                                 |  |
| Usher Raymond                    | Raymond                                  | 1999                                                    |  |
| Denise Richards                  | Shauna Fulton                            | 2019-2021                                               |  |
| Robin Riker                      | Beth Logan (#4)                          | 2008–10                                                 |  |
| Gina Rodriguez                   | Beverly                                  | 2011                                                    |  |
| Jane A. Rogers                   | Julie DeLorean                           | 1990–92                                                 |  |
| Antonio Sabato, Jr.              | Dante Damiano                            | 2005–06                                                 |  |
| Colleen Dion Scotti              | Felicia Forrester                        | 1990–92, 1997, 2004                                     |  |
| Mary Sheldon                     | Donna Logan                              | 2001                                                    |  |
| Hillary B. Smith                 | Dr. Stacy Barton                         | 2012                                                    |  |
| Nancy Sloan                      | Katie Logan (#1)                         | 1987–89, 1991, 1994–96, 1997–98, 2000, 2001, 2003, 2004 |  |
| Rena Sofer                       | Quinn Fuller                             | 2013-2022                                               |  |
| Jim Storm                        | Bill Spencer, Sr.                        | 1987–94, 1997, 2000, 2003, 2009                         |  |
| Michael Swan                     | Adam Alexander                           | 1998–2000, 2001, 2002–03                                |  |
| Marissa Tait                     | Becky Moore                              | 1999-2000                                               |  |
| Justin Torkildsen                | Rick Forrester                           | 1999–2006                                               |  |
| Jeff Trachta                     | Thorne Forrester                         | 1989–96                                                 |  |
| Anthont Turpel                   | R.J. Forrester (#1)                      | 2016–2018                                               |  |
| Hunter Tylo                      | Dr Taylor Hayes Forrester (#1)           | 1990–2002, 2004, 2005-2013, 2014, 2018–2019             |  |
| Jacob Young                      | Rick Forrester (#2)                      | 1997–1999, 2011-2019                                    |  |
| Sandra Vergara                   | Theresa Corazon                          | 2013                                                    |  |
| Sandra Vidal                     | Sofia Alonso                             | 2001–03                                                 |  |
| Lark Voorhies                    | Jasmine Malone                           | 1995–96                                                 |  |
| Maitland Ward                    | Jessica Forrester                        | 1994–96                                                 |  |
| Chris Warren Jr.                 | Jimmy Ramirez                            | 2004–2005                                               |  |
| Ethan Wayne                      | Storm Logan (#1)                         | 1987–89, 1994, 1997–98, 2000, 2001, 2003                |  |
| Betty White                      | Ann Douglas                              | 2006–07, 2008, 2009                                     |  |
| Fred Willard                     | John Forrester                           | 2014–2015                                               |  |
| Shanelle Workman                 | Gabriela Moreno                          | 2005                                                    |  |
| Lesli Kay                        | Felicia Forrester                        | 2005–2016                                               |  |
| Kimberly Matula                  | Hope Logan Forrester                     | 2010–2016                                               |  |
| Ashlyn Pearce                    | Aly Forrester                            | 2013-2015                                               |  |

### Avlidna
| Skådespelare     | Karaktär       | Datum             |
| ---------------- | -------------- | ----------------- |
| Michael Fox      | Saul Feinberg  | 1 juni 1996       |
| Lesley Woods     | Helen Logan    | 2 augusti 2003    |
| Tim Choate       | Tommy Bayland  | 24 september 2004 |
| James Doohan     | Damon Warwick  | 20 juli 2005      |
| Michelle Davison | Ruthanne Owens | 2 april 2006      |
| Darlene Conley   | Sally Spectra  | 14 januari 2007   |
| Jeff Conaway     | Mick Savage    | 27 maj 2011       |
| Phyllis Diller   | Gladys Pope    | 20 augusti 2012   |
| Joseph Mascolo   | Massimo Marone | 7 december 2016   |
| Fred Willard     | John Forrester | 15 maj 2020       |
| Betty White      | Ann Douglas    | 31 december 2021  |
| Andrea Evans     | Tawny Moore    | 9 juli 2023       |
| Marla Adams      | Beth Logan     | 25 april 2024     |